# مؤسسه توان‌بخشی باخ‌آراخ
موسسه توان‌بخشی باخ‌آراخ (به انگلیسی: Bacharach Institute for Rehabilitation) بیمارستانی در کشور ایالات متحده آمریکا است که در سال ۱۹۲۴ میلادی ساخته شده و دارای ۷۹ تخت است.